# Rinnsteinrede
Als Rinnsteinrede wird heute eine Rede des deutschen Kaisers Wilhelm II. vom 18. Dezember 1901 bezeichnet, in der er seine ablehnenden Vorstellungen über zeitgenössische Kunst darlegte. Diese hielt er im Berliner Schloss vor Künstlern, die an den Herrscherstandbildern in der Berliner Siegesallee mitgewirkt hatten. Am bekanntesten wurde seine Formulierung von der Kunst, die in den Rinnstein niedersteigt, bezogen auf den Naturalismus in der Literatur und in der Malerei.

## Vorgeschichte

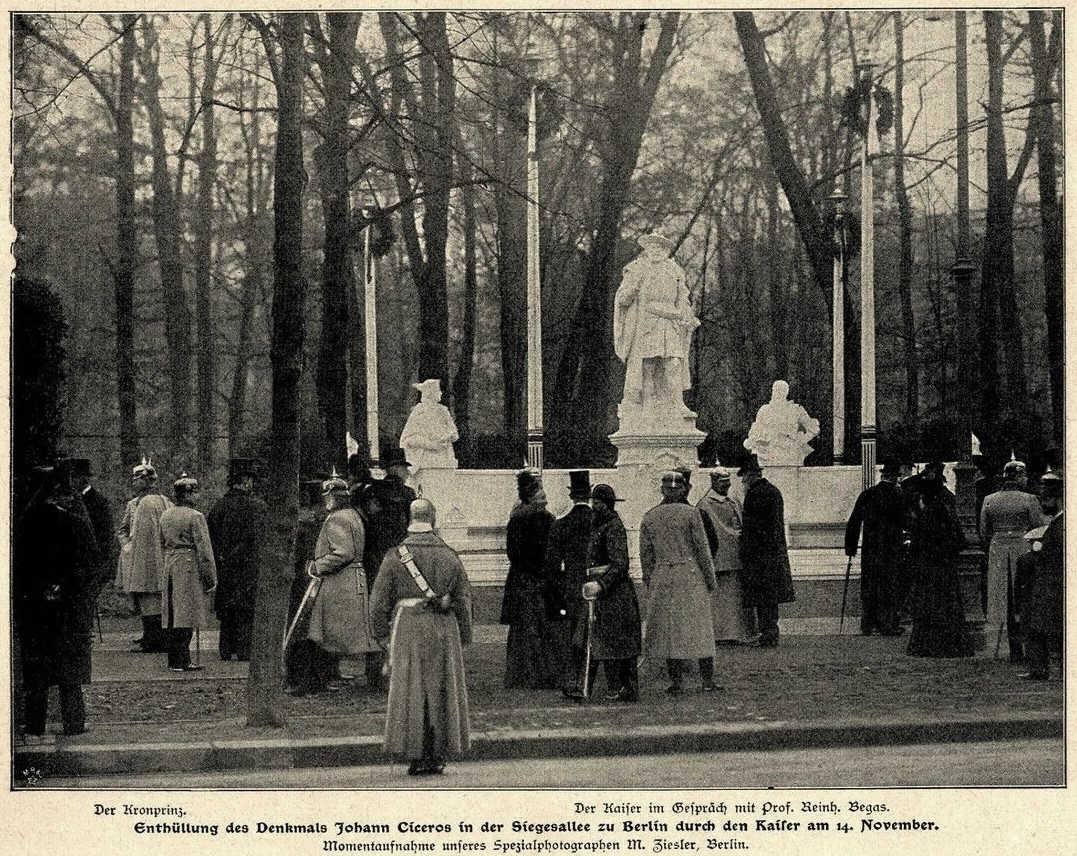
Denkmalsenthüllung des Standbildes von Johann Cicero am 14. November 1901

Der deutsche Kaiser Wilhelm II. hatte bereits mehrfach seine ablehnende Haltung gegenüber modernen Kunstrichtungen zum Ausdruck gebracht. So kündigte er seine Loge am Deutschen Theater in Berlin nach der Uraufführung von Gerhart Hauptmanns sozialkritischen Drama Die Weber 1894. 1911 verließ er die Uraufführung der Oper Der Rosenkavalier von Richard Strauss. (Det is keene Musik für mich.)
Stattdessen ließ er in der Berliner Siegesallee eine Reihe von Standbildern von hohenzollernschen Herrschern in historistischem Stil erstellen. Am Abend des 18. Dezember 1901 lud er alle beteiligten Künstler ins Schloss und hielt dort eine Rede. Am selben Tage hatte er bereits das Pergamon-Museum in Berlin mit historischen Kunstwerken aus dem Vorderen Orient eröffnet, deren Beteiligte ebenfalls im Schloss anwesend waren.

## Inhalt
In seiner Rede würdigte Kaiser Wilhelm II. zunächst die Leistungen der Bildhauer  und betonte, dass er zwar im Gespräch mit diesen seine Vorstellungen über die Standbilder mitgeteilt habe, ihnen aber in Details die Freiheit gelassen habe, die sie bräuchten.
Dann legte er seine Vorstellungen über eine ideale Kunst dar, wie sie in der Antike und in der Renaissance bestanden hätten.

„(...) hier herrscht auch ein ewiges, sich gleich bleibendes Gesetz; das Gesetz der Schönheit und Harmonie, der Ästhetik. Dieses Gesetz ist durch die Alten in einer so überraschenden und überwältigenden Weise, in einer so vollendeten Form zum Ausdruck gebracht worden, daß wir in allen modernen Empfindungen und allem unseren Können stolz darauf sind, wenn gesagt wird bei einer besonders guten Leistung: »Das ist beinahe so gut, wie es vor 1900 Jahren gemacht worden ist.«“

Unmittelbar danach nahm er Bezug zur zeitgenössischen bildenden Kunst:

„(...) Unter diesem Eindrucke möchte Ich Ihnen dringend ans Herz legen: noch ist die Bildhauerei zum größten Teile rein geblieben von den sogenannten modernen Richtungen und Strömungen, noch steht sie hoch und hehr da - erhalten Sie sie so, lassen Sie sich nicht durch
Menschenurteil und allerlei Windlehre dazu verleiten, diese großen Grundsätze aufzugeben, worauf sie auferbaut ist!
Eine Kunst, die sich über die von Mir bezeichneten Gesetze und Schranken hinwegsetzt, ist keine Kunst mehr, sie ist Fabrikarbeit, ist Gewerbe, und das darf die Kunst nie werden.“

Mit den Gesetzen und Schranken meinte Wilhelm II. jedoch die von ihm vorher formulierten ewigen Gesetzmäßigkeiten, nicht eigene Erlasse und Gesetze, wie es später manchmal missverstanden wurde.
Danach formulierte er seine Vorstellungen der Ziele von zeitgenössischer Kunst

„(...) Die Kunst soll mithelfen, erzieherisch auf das Volk einzuwirken, sie soll auch den unteren Ständen nach harter Mühe und Arbeit die Möglichkeit geben, sich an den Idealen wiederaufzurichten.“

Nur noch in Deutschland seien diese Ideale erhalten geblieben, während sie anderen Völkern mehr oder weniger verloren gegangen sind..
Am bekanntesten wurden seine Äußerungen zum Naturalismus in der Kunst

„Wenn nun die Kunst, wie es jetzt vielfach geschieht, weiter nichts tut, als das Elend noch scheußlicher hinzustellen, wie es schon ist, dann versündigt sie sich damit am deutschen Volke.“

Die Kunst solle erheben,

„(...) statt daß sie in den Rinnstein niedersteigt.“

Wilhelm II. versuchte auch etwas Verständnis zu zeigen, allerdings mit einer klaren Maßregelung.

„Ich verkenne keinen Augenblick, daß mancher strebsame Charakter unter den Anhängern dieser Richtungen ist, der vielleicht von den besten Absichten erfüllt ist, er befindet sich aber doch auf falschem Wege. Der rechte Künstler bedarf keiner Marktschreierei, keiner Presse, keiner Konnexionen.“

## Reaktionen
Der vollständige Text dieser Rede wurden in verschiedenen deutschen Zeitungen abgedruckt. Sie löste eine breite Kritik vor allem bei Künstlern aus, die jedoch nur in begrenztem Maße veröffentlicht werden konnte. Am meisten Anstoß erregte die Formulierung vom Rinnstein, in den moderne Kunst herabsteige.
Der Publizist Maximilian Harden schrieb in einem Brief an Rainer Maria Rilke

„Lebten wir nicht in Deutschland, so müßte ein ernster Protest erhoben und von allen, die auf Kultur halten, unterzeichnet werden. Aber wir leben in Deutschland!“

Die Satirezeitschrift Simplicissimus widmete den größten Teil einer Ausgabe mit Karikaturen und Texten den Inhalten der Rede. Darin hieß es zum Beispiel

„Im klassischen Altertum gab es weder Rinnsteine noch Zeitungen. Deshalb konnte damals die moderne Richtung nicht aufkommen, die bekanntlich in den Rinnstein hinabsteigt und sich von Zeitungen nährt.“

Der Begriff Rinnsteinkunst wurde danach von einigen Künstlern sarkastisch verwendet. Der Dichter Hans Ostwald veröffentlichte Anfang des 20. Jh. Lieder aus dem Rinnstein mit Lyrik aus verschiedenen Jahrhunderten zu sozialen Themen, worauf der 1981 von Holger Münzer produzierte Chanson-Zyklus Rinnsteinlieder beruht.

## Bedeutung
Diese Rede Wilhelms II. blieb seine einzige bekanntere mit Ansichten über die moderne Kunst. Sie wurde als ähnlich ungeschickt bewertet wie die vorherige aggressive Hunnenrede von 1900 und seine Äußerungen in der Daily-Telegraph-Affäre von 1908.
Der Naturalismus und weitere moderne Kunstrichtungen waren damit von höchster Stelle missbilligt. Sie entwickelten sich jedoch trotzdem weiter, seitdem immer mit dem Hauch von Opposition gegen die herrschenden Ansichten. Es gab aber keinerlei praktische Beschränkungen gegen die attackierten Kunstrichtungen und Künstler.
In den 1930er Jahren hatte dagegen eine Zuordnung als angeblich entartete Kunst gravierende Auswirkungen auf das Leben von Künstlern, ebenso auf die noch verbliebenen erlaubten Kunstformen. Auch in der DDR gab es besonders nach der Bitterfelder Konferenz von 1964 massive Einschränkungen der künstlerischen Freiheiten, entsprechend der ästhetischen und ideologischen Vorstellungen der Regierenden.